# 2016년 하계 올림픽 앤티가 바부다 선수단
2016년 하계 올림픽 앤티가 바부다 선수단은 브라질 리우데자네이루에서 개최된 2016년 하계 올림픽에 참가한 올림픽 앤티가 바부다 선수단이다.

## 같이 보기
- 올림픽 앤티가 바부다 선수단